# Населення Хорватії
Населення Хорватії. Чисельність населення країни 2015 року становила 4,464 млн осіб (126-те місце у світі). Чисельність хорватів стабільно зменшується, народжуваність 2015 року становила 9,45 ‰ (203-тє місце у світі), смертність — 12,18 ‰ (25-те місце у світі), природний приріст — −0,13 % (209-те місце у світі) . 

## Природний рух

### Відтворення
Народжуваність у Хорватії, станом на 2015 рік, дорівнює 9,45 ‰ (203-тє місце у світі). Коефіцієнт потенційної народжуваності 2015 року становив 1,46 дитини на одну жінку (201-ше місце у світі). Середній вік матері при народженні першої дитини становив 27,9 року (оцінка на 2011 рік).
Смертність у Хорватії 2015 року становила 12,18 ‰ (25-те місце у світі).
Природний приріст населення в країні 2015 року був негативним і становив -0,13 % (депопуляція) (209-те місце у світі).

### Вікова структура

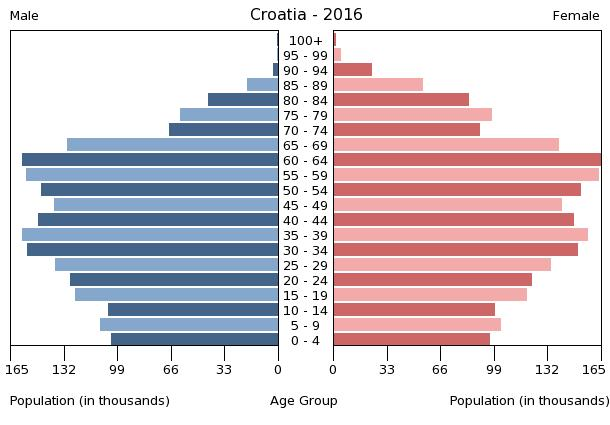
Віково-статева піраміда населення Хорватії, 2015 рік

Середній вік населення Хорватії становить 42,7 року (20-те місце у світі): для чоловіків — 40,8, для жінок — 44,8 року. Очікувана середня тривалість життя 2015 року становила 76,61 року (80-те місце у світі), для чоловіків — 73,02 року, для жінок — 80,4 року.
Вікова структура населення Хорватії, станом на 2015 рік, мала такий вигляд:
- діти віком до 14 років — 14,42 % (330 355 чоловіків, 313 311 жінки);
- молодь віком 15—24 роки — 11,92 % (272 249 чоловіків, 259 935 жінок);
- дорослі віком 25—54 роки — 40,88 % (903 896 чоловіків, 921 337 жінок);
- особи передпохилого віку (55—64 роки) — 14,55 % (314 697 чоловіків, 335 007 жінок);
- особи похилого віку (65 років і старіші) — 18,23 % (331 889 чоловіків, 482 167 жінок)[1].

### Шлюбність— розлучуваність
Коефіцієнт шлюбності, тобто кількість шлюбів на 1 тис. осіб за календарний рік, дорівнює 4,8; коефіцієнт розлучуваності — 1,1; індекс розлучуваності, тобто відношення шлюбів до розлучень за календарний рік — 23 (дані за 2010 рік). Середній вік, коли чоловіки беруть перший шлюб, дорівнює 30,6 року, жінки — 28,1 року, загалом — 29,4 року (дані за 2014 рік).

## Розселення

Густота населення Хорватії

Густота населення країни 2015 року становила 75,8 особи/км² (128-ме місце у світі). Більшість населення концентрується в північній половині країни, чверть усього населення проживає в столиці та навколо неї. Значна кількість адріатичних островів населена досить спорадично.
Динаміка населення Хорватії згідно з даними переписів
| Рік перепису | Наявне населення | Постійне населення | Густота населення (осіб/км²) |
| ------------ | ---------------- | ------------------ | ---------------------------- |
| 1857         | 2 181 499        | —                  | 38,6                         |
| 1869         | 2 398 292        | —                  | 42,4                         |
| 1880         | 2 506 228        | —                  | 44,3                         |
| 1890         | 2 854 558        | —                  | 50,5                         |
| 1900         | 3 161 456        | —                  | 55,9                         |
| 1910         | 3 460 584        | —                  | 61,2                         |
| 1921         | 3 443 375        | —                  | 60,9                         |
| 1931         | 3 785 455        | —                  | 67,0                         |
| 1948         | 3 779 958        | —                  | 66,9                         |
| 1953         | 3 936 022        | —                  | 69,6                         |
| 1961         | 4 159 696        | —                  | 73,6                         |
| 1971         | 4 426 221        | —                  | 78,3                         |
| 1981         | 4 601 469        | —                  | 81,4                         |
| 1991         | 4 784 265        | —                  | 84,6                         |
| 2001         | 4 492 049        | 4 437 460          | 79,4                         |
| 2011         | 4 456 096        | 4 290 612          | 75,8                         |

### Урбанізація
Хорватія високоурбанізована країна. Рівень урбанізованості становить 59 % населення країни (станом на 2015 рік), темпи зростання частки міського населення — 0,11 % (оцінка тренду за 2010—2015 роки).
Головні міста держави: Загреб (столиця) — 687,0 тис. осіб (дані за 2015 рік).

### Міграції
Річний рівень імміграції 2015 року становив 1,39 ‰ (57-ме місце у світі). Цей показник не враховує різниці між законними і незаконними мігрантами, між біженцями, трудовими мігрантами та іншими.

#### Біженці й вимушені переселенці
За побіжними оцінками, на літо 2016 року в країні налічувалось 658 тис. біженців.
У країні перебуває 2,87 тис. осіб без громадянства.
Хорватія є членом Міжнародної організації з міграції (IOM).

## Етнічний склад
| Етнічний склад (2012 рік) | Етнічний склад (2012 рік) | Етнічний склад (2012 рік) | Етнічний склад (2012 рік) | Етнічний склад (2012 рік) |
| ------------------------- | ------------------------- | ------------------------- | ------------------------- | ------------------------- |
| Етнос:                    |                           |                           | Відсоток:                 |                           |
| хорвати                   | хорвати                   |                           | 90.4%                     | 90.4%                     |
| серби                     | серби                     |                           | 4.4%                      | 4.4%                      |
| інші                      | інші                      |                           | 5.2%                      | 5.2%                      |

Головні етноси країни: хорвати — 90,4 %, серби — 4,4 %, бошняки, угорці, словенці, чехи і цигани разом — 4,4 %, інші — 0,8 % населення (оціночні дані за 2011 рік). Чисельність і питома вага сербів у населенні значно скоротилася з часів розпаду Югославії (з 12,2 % у 1991 р. до 4,4 % у 2011 р.), тоді як питома вага хорватів зросла (з 78,1 % до 90,4 %). Проживають також значні громади босняків, італійців, албанців та інших.

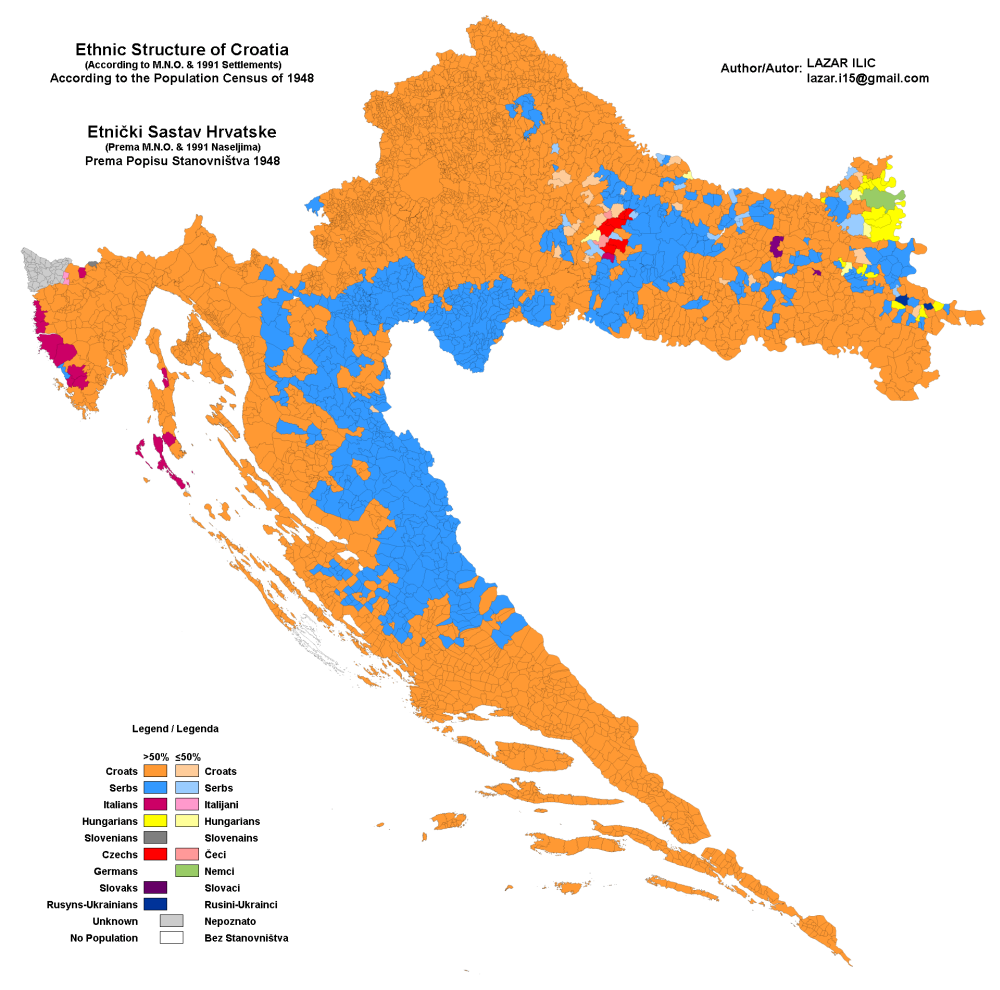
Етнічна мапа Хорватії, 1948 рік (англ.) (хор.)
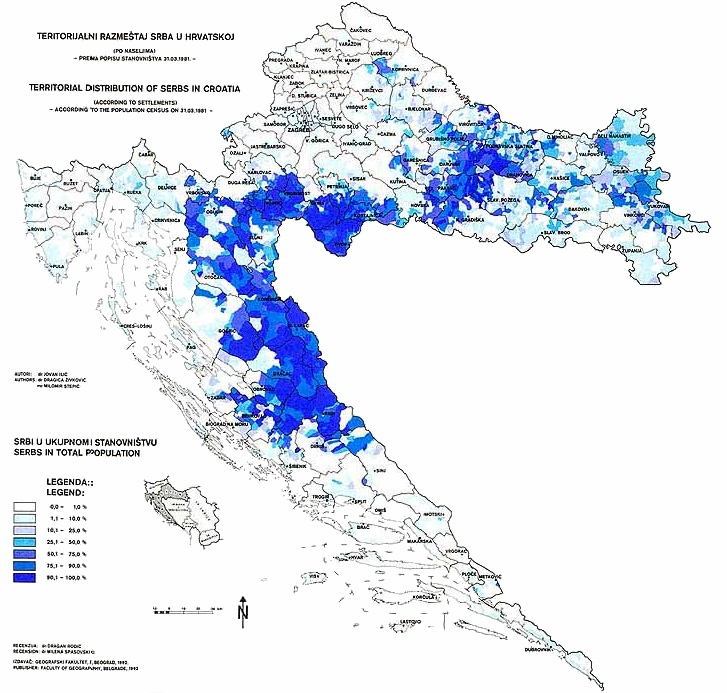
Розселення сербів, 1991 рік (англ.) (англ.)
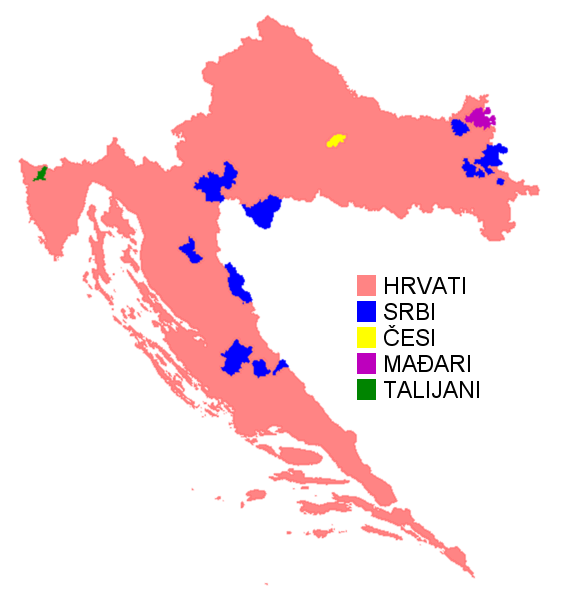
Етнічна мапа Хорватії, 2001 рік (хор.)

Динаміка національного складу Хорватії за даними переписів населення 1948—2011 років
| Етнос               | 1948 рік  | 1948 рік  | 1953 рік  | 1953 рік  | 1961 рік  | 1961 рік  | 1971 рік  | 1971 рік  | 1981 рік  | 1981 рік  | 1991 рік  | 1991 рік  | 2001 рік  | 2001 рік  | 2011 рік  | 2011 рік  |
| ------------------- | --------- | --------- | --------- | --------- | --------- | --------- | --------- | --------- | --------- | --------- | --------- | --------- | --------- | --------- | --------- | --------- |
| Хорвати             | 2975399   | 79,2 %    | 3117513   | 79,6 %    | 3339841   | 80,3 %    | 3513647   | 79,4 %    | 3454661   | 75,1 %    | 3736356   | 78,1 %    | 3977171   | 89,6 %    | 3874321   | 90,42 %   |
| Серби               | 543795    | 14,5 %    | 588411    | 15,0 %    | 624985    | 15,0 %    | 626789    | 14,2 %    | 531502    | 11,6 %    | 581663    | 12,2 %    | 201631    | 4,5 %     | 186633    | 4,4 %     |
| Югослави            |           |           |           |           | 15559     | 0,4 %     | 84118     | 1,9 %     | 379057    | 8,2 %     | 106041    | 2,2 %     | 176       | 0,0 %     | 331       | 0,0 %     |
| Слов'яни-мусульмани | 1077      | 0,0 %     | 16185     | 0,4 %     | 3113      | 0,1 %     | 18457     | 0,4 %     | 23740     | 0,5 %     | 43459     | 0,9 %     | 19677     | 0,4 %     | 7558      | 0,17 %    |
| Босняки             | 1077      | 0,0 %     | 16185     | 0,4 %     | 3113      | 0,1 %     | 18457     | 0,4 %     | 23740     | 0,5 %     | 43459     | 0,9 %     | 20755     | 0,5 %     | 31479     | 0,73 %    |
| Італійці            | 76093     | 2,0 %     | 33316     | 0,9 %     | 21103     | 0,5 %     | 17433     | 0,4 %     | 11661     | 0,3 %     | 21303     | 0,4       | 19636     | 0,4 %     | 17807     | 0,42 %    |
| Угорці              | 51399     | 1,4 %     | 47711     | 1,2 %     | 42347     | 1,0 %     | 35488     | 0,8 %     | 25439     | 0,6 %     | 22355     | 0,5 %     | 16595     | 0,4 %     | 14048     | 0,33 %    |
| Албанці             | 635       | 0,0 %     | 1001      | 0,0 %     | 2126      | 0,1 %     | 4175      | 0,1 %     | 6006      | 0,1 %     | 12032     | 0,3 %     | 15082     | 0,3 %     | 17513     | 0,41 %    |
| Словенці            | 38734     | 1,0 %     | 43010     | 1,1 %     | 39101     | 0,9 %     | 32497     | 0,7 %     | 25136     | 0,5 %     | 22376     | 0,5 %     | 13173     | 0,3 %     | 10517     | 0,25 %    |
| Чехи                | 28991     | 0,8 %     | 25954     | 0,7 %     | 23391     | 0,6 %     | 19001     | 0,4 %     | 15061     | 0,3 %     | 13086     | 0,3 %     | 10510     | 0,2 %     | 9641      | 0,22 %    |
| Цигани              | 405       | 0,0 %     | 1261      | 0,0 %     | 313       | 0,0 %     | 1257      | 0,0 %     | 3858      | 0,1 %     | 6695      | 0,1 %     | 9463      | 0,2 %     | 16975     | 0,40 %    |
| Чорногорці          | 2871      | 0,1 %     | 5128      | 0,1 %     | 7465      | 0,2 %     | 9706      | 0,2 %     | 9818      | 0,2 %     | 9724      | 0,2 %     | 4926      | 0,1 %     | 4517      | 0,11 %    |
| Македонці           | 1387      | 0,0 %     | 2385      | 0,1 %     | 4381      | 0,1 %     | 5625      | 0,1 %     | 5362      | 0,1 %     | 6,280     | 0,1 %     | 4270      | 0,1 %     | 4138      | 0,10 %    |
| Інші/невказали      | 36021     | 1,0 %     | 36942     | 0,9 %     | 35971     | 0,9 %     | 58028     | 1,3 %     | 110168    | 2,4 %     | 246354    | 5,1 %     | 124395    | 2,8 %     | 84991     | 1,98 %    |
| Усього              | 3 756 807 | 3 756 807 | 3 918 817 | 3 918 817 | 4 159 696 | 4 159 696 | 4 426 221 | 4 426 221 | 4 601 469 | 4 601 469 | 4 784 265 | 4 784 265 | 4 437 460 | 4 437 460 | 4 284 889 | 4 284 889 |

## Мови

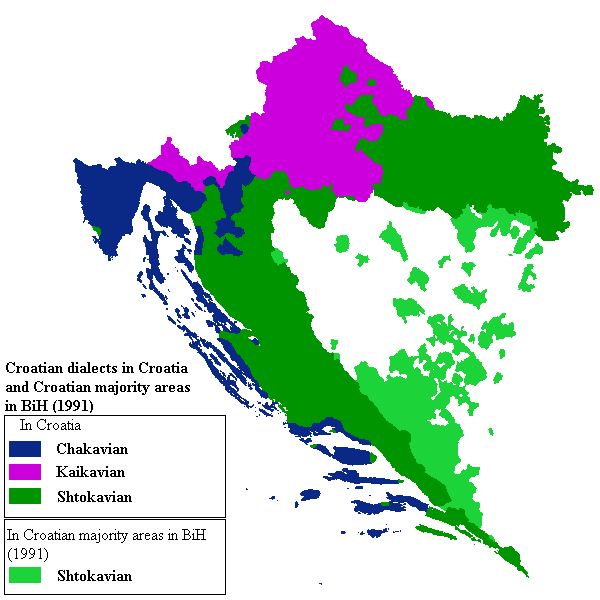
Діалекти хорватської мови

| Мови Хорватії (2011 рік) | Мови Хорватії (2011 рік) | Мови Хорватії (2011 рік) | Мови Хорватії (2011 рік) | Мови Хорватії (2011 рік) |
| ------------------------ | ------------------------ | ------------------------ | ------------------------ | ------------------------ |
| Мова:                    |                          |                          | Відсоток:                |                          |
| хорватська               | хорватська               |                          | 95.5%                    | 95.5%                    |
| сербська                 | сербська                 |                          | 1.5%                     | 1.5%                     |
| інші                     | інші                     |                          | 3%                       | 3%                       |

Офіційна мова: хорватська — розмовляє 95,6 % населення країни. Інші поширені мови: сербська 1,2 %, інші мови (угорська, чеська, словацька, албанська) — 3 % (дані на 2011 рік). Хорватія, як член Ради Європи, 5 листопада 1997 року підписала і того ж дня ратифікувала Європейську хартію регіональних мов (вступила в дію 1 березня 1998 року). Регіональними мовами визнані: чеська, словацька, угорська, італійська, русинська, сербська, українська.
- Діалекти хорватської мови (англ.)

Динаміка змін мовної картини в Хорватії, згідно з офіційними переписами
| Рідна мова      | Перепис 1991 року | %       | Перепис 2001 року | %       | Перепис 2011 року | %      |
| --------------- | ----------------- | ------- | ----------------- | ------- | ----------------- | ------ |
| Хорватська      | 3 922 725         | 81,99 % | 4 265 081         | 96,12 % | 4 096 305         | 95,6 % |
| Сербська        | 207 300           | 4,33 %  | 44 629            | 1,01 %  | 52 879            | 1,23 % |
| Італійська      | 26 580            | 0,56 %  | 20 521            | 0,46 %  | 18 573            | 0,43 % |
| Албанська       | 12 735            | 0,27 %  | 14 621            | 0,33 %  | 17 069            | 0,40 % |
| Боснійська      | 6 933             | 0,14 %  | 9 197             | 0,21 %  | 16 856            | 0,39 % |
| Циганська       | 7 657             | 0,16 %  | 7 860             | 0,18 %  | 14 369            | 0,34 % |
| Угорська        | 19 684            | 0,41 %  | 12 650            | 0,29 %  | 10 231            | 0,24 % |
| Словенська      | 19 341            | 0,40 %  | 11 872            | 0,27 %  | 9 220             | 0,22 % |
| Сербохорватська | 288 578           | 6,03 %  | 4 961             | 0,11 %  | 7 822             | 0,18 % |
| Чеська          | 10 378            | 0,22 %  | 7 178             | 0,16 %  | 6 292             | 0,15 % |
| Словацька       | 5 265             | 0,11 %  | 3 993             | 0,09 %  | 3 792             | 0,09 % |
| Македонська     | 5 462             | 0,11 %  | 3 534             | 0,08 %  | 3 519             | 0,08 % |
| Хорватосербська | 166 837           | 3,49 %  | 2 054             | 0,05 %  | 3 059             | 0,07 % |
| Німецька        | 3 586             | 0,07 %  | 3 013             | 0,07 %  | 2 986             | 0,07 % |
| Російська       | 746               | 0,02 %  | 1 080             | 0,02 %  | 1 592             | 0,04 % |
| Русинська       | 2 845             | 0,06 %  | 1 828             | 0,04 %  | 1 472             | 0,03 % |
| Українська      | 1 430             | 0,03 %  | 1 027             | 0,02 %  | 1 008             | 0,02 % |
| Румунська       | 2 118             | 0,04 %  | 1 205             | 0,03 %  | 955               | 0,02 % |
| Чорногорська    | 528               | 0,01 %  | 460               | 0,01 %  | 876               | 0,02 % |
| Польська        | 627               | 0,01 %  | 536               | 0,01 %  | 639               | 0,01 % |
| Турецька        | 492               | 0,01 %  | 347               | 0,01 %  | 342               | 0,01 % |
| Болгарська      | 355               | 0,01 %  | 265               | 0,01 %  | 293               | 0,01 % |
| їдиш            | 23                |         | 8                 |         | 30                |        |
| Волоська        | 129               |         | 7                 |         | 14                |        |
| Інші мови       | 7 496             | 0,16 %  | 2 824             | 0,06 %  | 5 367             | 0,13 % |
| Невідомо        | 64 415            | 1,35 %  | 16 709            | 0,38 %  | 9 329             | 0,22 % |

## Релігії
| Релігії в Хорватії (2011 рік) | Релігії в Хорватії (2011 рік) | Релігії в Хорватії (2011 рік) | Релігії в Хорватії (2011 рік) | Релігії в Хорватії (2011 рік) |
| ----------------------------- | ----------------------------- | ----------------------------- | ----------------------------- | ----------------------------- |
| Віросповідання:               |                               |                               | Відсоток:                     |                               |
| католики                      | католики                      |                               | 86.3%                         | 86.3%                         |
| православні                   | православні                   |                               | 4.4%                          | 4.4%                          |
| мусульмани                    | мусульмани                    |                               | 1.5%                          | 1.5%                          |
| інші                          | інші                          |                               | 1.5%                          | 1.5%                          |
| агностики                     | агностики                     |                               | 2.5%                          | 2.5%                          |
| атеїсти                       | атеїсти                       |                               | 3.8%                          | 3.8%                          |

Головні релігії й вірування, які сповідує, і конфесії та церковні організації, до яких відносить себе населення країни: римо-католицтво — 86,3 %, православ'я — 4,4 %, іслам — 1,5 %, інші — 1,5 %, не визначились — 2,5 %, атеїсти — 3,8 % (станом на 2011 рік).

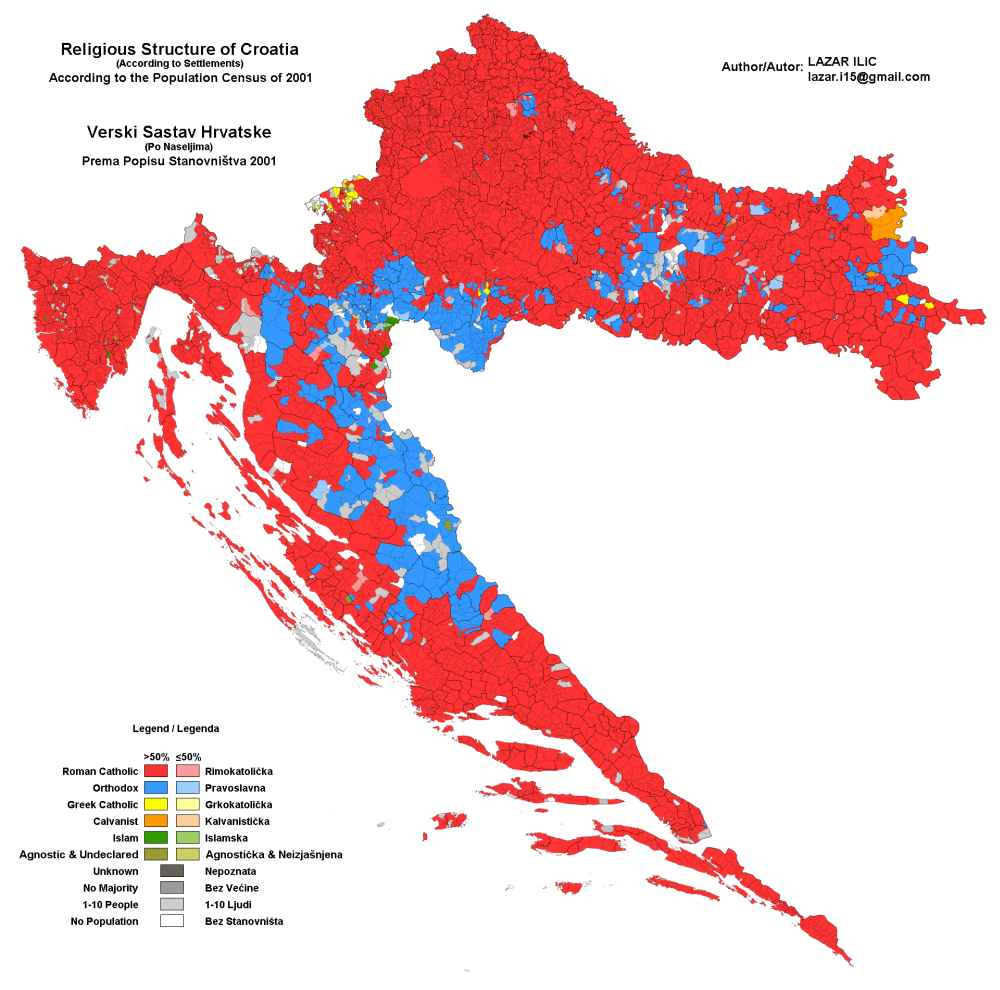
Релігійна мапа Хорватії, 2001 рік (англ.) (хор.)
Кількість віруючих, 2011 рік

Релігійний склад серед представників різних національностей за переписом 2011 року
| Етнос      | Загальна чисельність | католики | православні | протестанти | інші християни | мусульмани | юдеї   | східні релігії | інші релігії | агностики | атеїсти, нерелігійні | не вказали | невідомо |
| ---------- | -------------------- | -------- | ----------- | ----------- | -------------- | ---------- | ------ | -------------- | ------------ | --------- | -------------------- | ---------- | -------- |
| Хорвати    | 3 874 321            | 92,9 %   | 0,4 %       | 0,2 %       | 0,3 %          | 0,2 %      | 0,0 %  | 0,1 %          | 0,0 %        | 0,7 %     | 3,2 %                | 1,8 %      | 0,1 %    |
| Албанці    | 17 513               | 40,6 %   | 0,0 %       | 0,0 %       | 0,1 %          | 54,8 %     |        | 0,0 %          | 0,1 %        | 0,2 %     | 1,6 %                | 2,4 %      | 0,2 %    |
| Австрійці  | 297                  | 69,4 %   | 0,3 %       | 2,0 %       | 3,0 %          | 1,0 %      | 0,7 %  | 1,0 %          |              | 1,3 %     | 12,5 %               | 8,8 %      |          |
| Босняки    | 31 479               | 1,0 %    | 0,9 %       | 0,1 %       | 0,1 %          | 88,8 %     |        | 0,0 %          | 0,0 %        | 1,0 %     | 5,1 %                | 2,9 %      | 0,1 %    |
| Болгари    | 350                  | 23,1 %   | 45,1 %      | 2,6 %       | 2,3 %          | 0,6 %      |        | 0,6 %          | 0,6 %        | 2,6 %     | 18,0 %               | 4,0 %      | 0,6 %    |
| Чорногорці | 4 517                | 8,4 %    | 40,3 %      | 0,5 %       | 0,8 %          | 3,5 %      |        | 0,2 %          | 0,3 %        | 5,9 %     | 32,3 %               | 7,7 %      | 0,1 %    |
| Чехи       | 9 641                | 88,4 %   | 0,1 %       | 2,5 %       | 0,4 %          | 0,0 %      |        | 0,1 %          | 0,1 %        | 1,0 %     | 4,6 %                | 2,5 %      | 0,4 %    |
| Угорці     | 14 048               | 66,9 %   | 0,6 %       | 23,8 %      | 1,5 %          |            | 0,0 %  | 0,0 %          | 0,1 %        | 0,6 %     | 3,7 %                | 2,5 %      | 0,3 %    |
| Македонці  | 4 138                | 11,9 %   | 58,0 %      | 0,8 %       | 1,2 %          | 5,2 %      |        | 0,2 %          | 0,1 %        | 2,4 %     | 14,3 %               | 5,6 %      | 0,2 %    |
| Німці      | 2 965                | 62,3 %   | 0,7 %       | 16,7 %      | 1,6 %          | 0,2 %      | 0,0 %  | 0,2 %          | 0,3 %        | 1,5 %     | 10,8 %               | 5,4 %      | 0,3 %    |
| Поляки     | 672                  | 87,1 %   | 0,9 %       | 0,4 %       | 0,4 %          |            |        |                | 0,1 %        | 1,2 %     | 5,1 %                | 4,3 %      | 0,4 %    |
| Цигани     | 16 975               | 48,9 %   | 14,0 %      | 0,4 %       | 1,0 %          | 29,7 %     |        | 0,0 %          | 0,7 %        | 0,1 %     | 1,5 %                | 2,4 %      | 1,2 %    |
| Румуни     | 435                  | 42,8 %   | 33,8 %      | 3,2 %       | 7,1 %          |            |        | 0,2 %          | 0,2 %        | 0,5 %     | 6,7 %                | 5,1 %      | 0,5 %    |
| Росіяни    | 1 279                | 16,3 %   | 57,0 %      | 0,8 %       | 1,6 %          | 0,7 %      |        | 0,5 %          | 0,2 %        | 2,5 %     | 12,7 %               | 7,6 %      | 0,1 %    |
| Русини     | 1 936                | 87,4 %   | 4,6 %       | 0,6 %       | 1,3 %          |            |        |                |              | 0,9 %     | 3,9 %                | 1,3 %      | 0,1 %    |
| Словаки    | 4 753                | 66,5 %   | 0,3 %       | 26,1 %      | 0,8 %          |            |        | 0,1 %          | 0,0 %        | 0,6 %     | 2,8 %                | 2,5 %      | 0,4 %    |
| Словенці   | 10 517               | 76,8 %   | 0,4 %       | 0,8 %       | 0,6 %          | 0,1 %      |        | 0,1 %          | 0,1 %        | 2,3 %     | 14,0 %               | 4,5 %      | 0,4 %    |
| Серби      | 186 633              | 1,3 %    | 85,5 %      | 0,2 %       | 0,4 %          | 0,0 %      | 0,0 %  | 0,0 %          | 0,0 %        | 1,1 %     | 9,3 %                | 2,1 %      | 0,1 %    |
| Італійці   | 17 807               | 84,7 %   | 0,1 %       | 0,1 %       | 0,3 %          | 0,0 %      | 0,0 %  | 0,1 %          | 0,1 %        | 1,3 %     | 8,9 %                | 3,8 %      | 0,4 %    |
| Турки      | 367                  | 1,4 %    |             |             |                | 93,5 %     |        |                |              | 0,3 %     | 3,0 %                | 1,6 %      | 0,3 %    |
| Українці   | 1 878                | 71,3 %   | 18,2 %      | 0,3 %       | 0,7 %          |            |        | 0,1 %          | 0,1 %        | 1,0 %     | 4,6 %                | 3,6 %      | 0,1 %    |
| Волохи     | 29                   | 13,8 %   | 37,9 %      |             | 3,4 %          |            |        |                | 3,4 %        | 6,9 %     | 20,7 %               | 13,8 %     |          |
| Євреї      | 509                  | 2,8 %    | 0,6 %       | 0,2 %       | 0,6 %          |            | 52,3 % | 0,4 %          | 0,4 %        | 5,9 %     | 28,9 %               | 7,7 %      | 0,4 %    |
| Інші       | 8 052                | 23,8 %   | 10,1 %      | 5,6 %       | 1,9 %          | 29,3 %     | 0,1 %  | 3,4 %          | 1,0 %        | 2,1 %     | 14,2 %               | 8,0 %      | 0,5 %    |
| Загалом    | 4 284 889            | 86,3 %   | 4,4 %       | 0,3 %       | 0,3 %          | 1,5 %      | 0,0 %  | 0,1 %          | 0,1 %        | 0,8 %     | 3,8 %                | 2,2 %      | 0,3 %    |

## Освіта
Рівень письменності 2015 року становив 99,3 % дорослого населення (віком від 15 років): 99,7 % — серед чоловіків, 98,9 % — серед жінок.
Державні витрати на освіту становлять 4,2 % ВВП країни, станом на 2011 рік (99-те місце у світі). Середня тривалість освіти становить 15 років, для хлопців — до 15 років, для дівчат — до 16 років (станом на 2014 рік).

## Охорона здоров'я
Забезпеченість лікарями у країні на рівні 2,84 лікаря на 1000 мешканців (станом на 2011 рік). Забезпеченість лікарняними ліжками в стаціонарах — 5,9 ліжка на 1000 мешканців (станом на 2014 рік). Загальні витрати на охорону здоров'я 2014 року становили 7,8 % ВВП країни (84-те місце у світі).
Смертність немовлят до 1 року, станом на 2015 рік, становила 5,77 ‰ (168-ме місце у світі); хлопчиків — 5,91 ‰, дівчаток — 5,62 ‰. Рівень материнської смертності 2015 року становив 8 випадків на 100 тис. народжень (142-ге місце у світі).
Хорватія входить до складу ряду міжнародних організацій: Міжнародного руху (ICRM) і Міжнародної федерації товариств Червоного Хреста і Червоного Півмісяця (IFRCS), Дитячого фонду ООН (UNISEF), Всесвітньої організації охорони здоров'я (WHO).

### Захворювання
Потенційний рівень зараження інфекційними хворобами у країні середній. Найпоширеніші інфекційні захворювання: кліщовий енцефаліт (станом на 2016 рік).
Кількість хворих на СНІД невідома, дані про відсоток інфікованого населення в репродуктивному віці 15—49 років відсутні. Дані про кількість смертей від цієї хвороби за 2014 рік відсутні.
Частка дорослого населення з високим індексом маси тіла 2014 року становила 25,6 % (66-те місце у світі).

### Санітарія
Доступ до облаштованих джерел питної води 2015 року мало 99,6 % населення в містах і 99,7 % в сільській місцевості; загалом 99,6 % населення країни. Відсоток забезпеченості населення доступом до облаштованого водовідведення (каналізація, септик): в містах — 97,8 %, в сільській місцевості — 95,8 %, загалом по країні — 97 % (станом на 2015 рік).

## Соціально-економічне становище
Співвідношення осіб, що в економічному плані залежать від інших, до осіб працездатного віку (15—64 роки) загалом становить 51,1 % (станом на 2015 рік): частка дітей — 22,5 %; частка осіб похилого віку — 28,6 %, або 3,5 потенційно працездатного на 1 пенсіонера. Загалом ці показники характеризують рівень потреби державної допомоги в секторах освіти, охорони здоров'я і пенсійного забезпечення, відповідно. За межею бідності 2014 року перебувало 19,5 % населення країни. Розподіл доходів домогосподарств у країні має такий вигляд: нижній дециль — 3,3 %, верхній дециль — 27,5 % (станом на 2008 рік).
Станом на 2016 рік, уся країна була електрифікована, усе населення країни мало доступ до електромереж. Рівень проникнення інтернет-технологій високий. Станом на липень 2015 року в країні налічувалось 3,117 млн унікальних інтернет-користувачів (86-те місце у світі), що становило 69,8 % загальної кількості населення країни.

### Трудові ресурси
Загальні трудові ресурси 2015 року становили 1,708 млн осіб (126-те місце у світі). Зайнятість економічно активного населення у господарстві країни розподіляється таким чином: аграрне, лісове і рибне господарства — 1,9 %; промисловість і будівництво — 27,6 %; сфера послуг — 70,4 % (станом на 2014 рік). Безробіття 2015 року дорівнювало 19,3 % працездатного населення, 2014 року — 20,3 % (167-ме місце у світі); серед молоді у віці 15—24 років ця частка становила 45,5 %, серед юнаків — 44,9 %, серед дівчат — 46,4 % (9-те місце у світі).

## Кримінал

### Наркотики

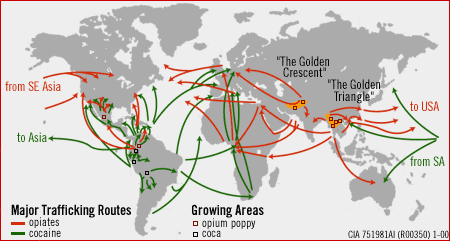
Світові маршрути наркотрафіку

Транзитна країна на шляху наркотрафіку південно-східноазійського героїну і південноамериканського кокаїну до Західної Європи через Балкани (оцінка ситуації 2008 року).

### Торгівля людьми
Згідно зі щорічною доповіддю про торгівлю людьми (англ. Trafficking in Persons Report) Управління з моніторингу та боротьби з торгівлею людьми Державного департаменту США, уряд Хорватії докладає значних зусиль у боротьбі з явищем примусової праці, сексуальної експлуатації, незаконною торгівлею внутрішніми органами, але законодавство відповідає мінімальним вимогам американського закону 2000 року щодо захисту жертв (англ. Trafficking Victims Protection Act’s) не повною мірою, країна перебуває у списку другого рівня.

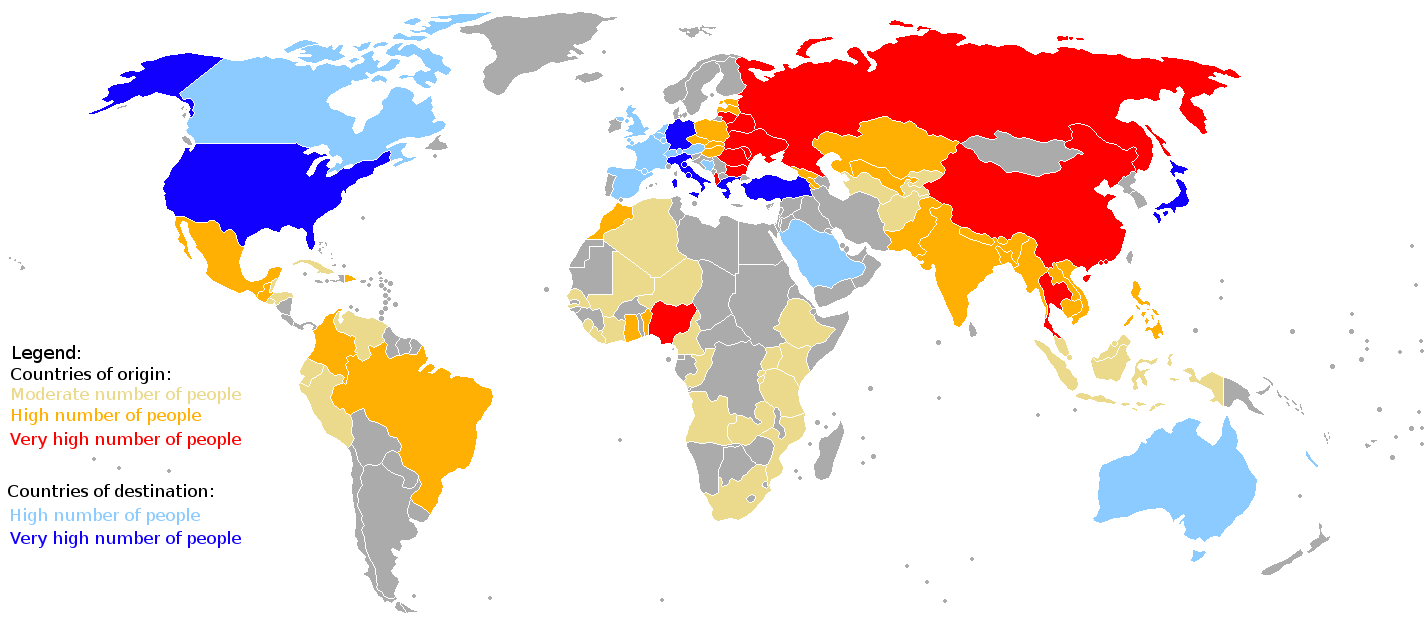
Країни-донори (червоний) і країни-реципієнти кримінальних потоків  (англ.)
Глобальна боротьба з торгівлею людьми (англ.)

## Гендерний стан
Статеве співвідношення (оцінка 2015 року):
- при народженні — 1,06 особи чоловічої статі на 1 особу жіночої;
- у віці до 14 років — 1,05 особи чоловічої статі на 1 особу жіночої;
- у віці 15—24 років — 1,05 особи чоловічої статі на 1 особу жіночої;
- у віці 25—54 років — 0,98 особи чоловічої статі на 1 особу жіночої;
- у віці 55—64 років — 0,94 особи чоловічої статі на 1 особу жіночої;
- у віці за 64 роки — 0,69 особи чоловічої статі на 1 особу жіночої;
- загалом — 0,93 особи чоловічої статі на 1 особу жіночої[1].

## Демографічні дослідження
Демографічні дослідження у країні ведуться рядом державних і наукових установ:
- Статистичне управління Хорватії (хорв. Državni zavod za statistiku Republike Hrvatske;  DZS).

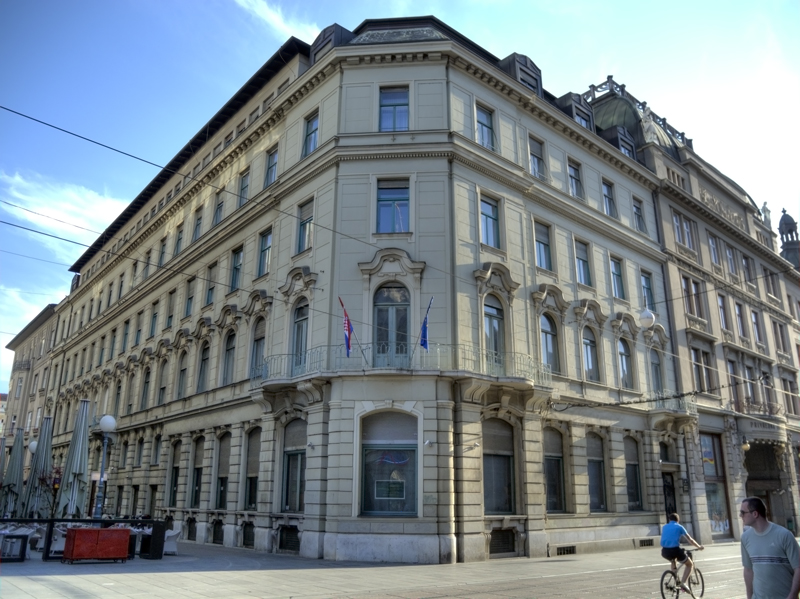
Будівля Державного статистичного управління Республіки Хорватія
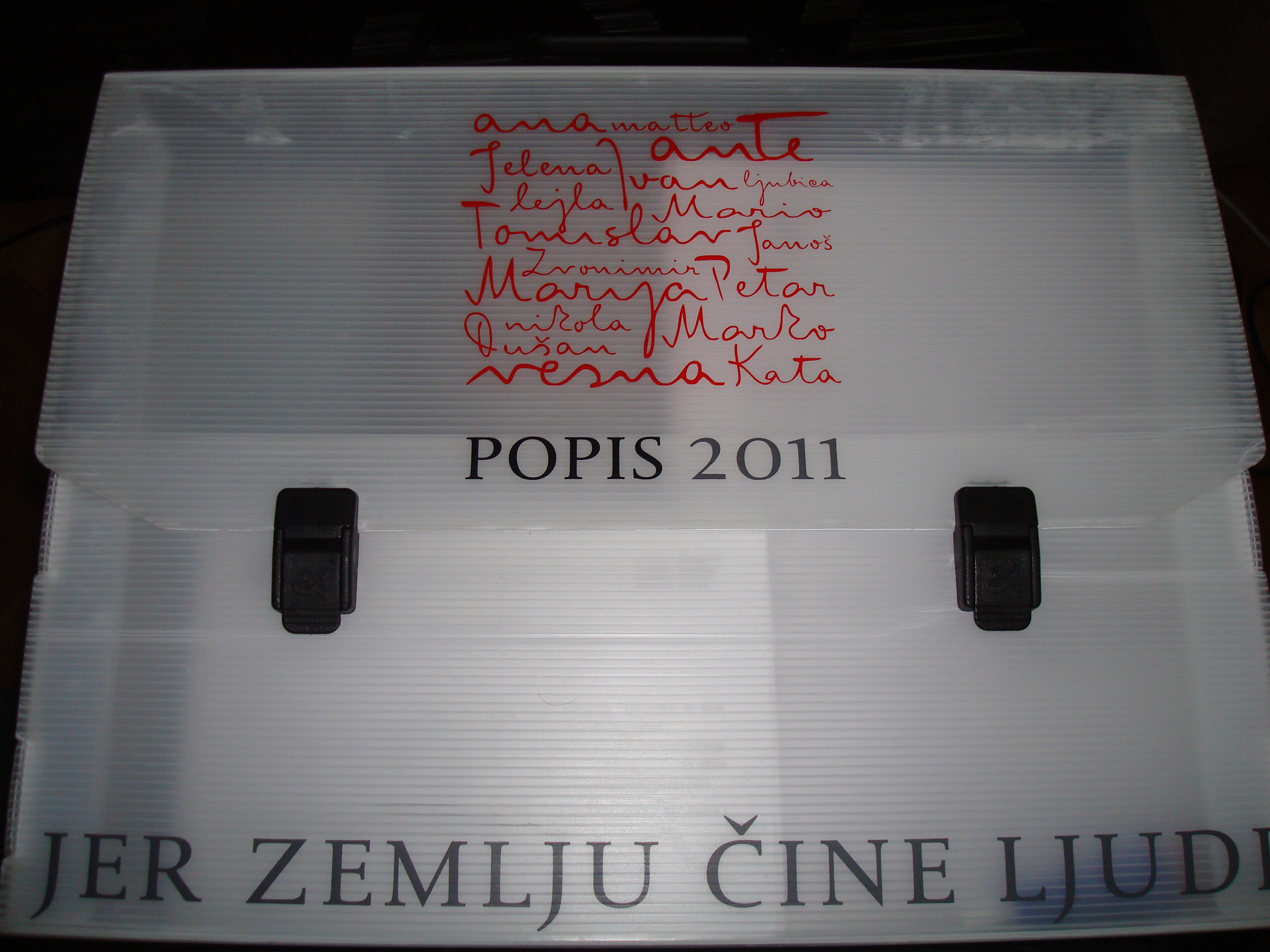
Тека з документами для опитування під час перепису 2011 року

### Українською
- Атлас. 10—11 клас. Економічна і соціальна географія світу / упорядники :  О. Я. Скуратович, Н. І. Чанцева. — К. : ДНВП «Картографія», 2010. — ISBN 978-966-475-639-3.
- Атлас світу / голов. ред. І. С. Руденко ; зав. ред. В. В. Радченко ; відп. ред. О. В. Вакуленко. — К. : ДНВП «Картографія», 2005. — 336 с. — ISBN 9666315467.
- Безуглий В. В. Економічна і соціальна географія зарубіжних країн : Навчальний посібник. — К. : ВЦ «Академія», 2007. — 704 с. — ISBN 978-966-580-239-6.
- Безуглий В. В., Козинець С. В. Регіональна економічна і соціальна географія світу : Навчальний посібник. — видання 2-ге, доп., перероб. — К. : ВЦ «Академія», 2007. — 688 с. — ISBN 966-580-144-9.
- Гудзеляк І. І., Уманців Б. Б. Хорватія : суспільно-географічна характеристика. Навчальний посібник. — Л. : Видавничий центр ЛНУ ім. Івана Франка, 2002. — 136 с.
- Гудзеляк І. І. Географія населення: Навчальний посібник / І. Гудзеляк. — Л. : Видавничий центр ЛНУ імені Івана Франка, 2008. — 232 с. — ISBN 978-966-613-599-8.
- Дахно І. І. Країни світу: Енциклопедичний довідник / І. І. Дахно, С. М. Тимофієв. — К. : Мапа, 2011. — 606 с. — (Бібліотека нового українця) — ISBN 978-966-8804-23-6.
- Дахно І. І. Економічна географія зарубіжних країн : навчальний посібник. — К. : Центр учбової літератури, 2014. — 319 с. — ISBN 978-611-01-0682-5.
- Джаман В. О. Регіональні системи розселення: демографічні аспекти. — Чернівці : Рута, 2003. — 392 с. — ISBN 9665685988.
- Дорошенко Л. С. Демографія: Навчальний посібник. — К. : МАУП, 2005. — 112 с. — ISBN 966-608-442-2.
- Дубович І. А. Країнознавчий словник-довідник. — 5-те вид., перероб. і доп. — К. : Знання, 2008. — 839 с. — ISBN 978-966-346-330-8.
- Економічна і соціальна географія країн світу. Навчальний посібник / За ред. Кузика С. П. — Л. : Світ, 2002. — 672 с. — ISBN 966-603-178-7.
- Загальна медична географія світу / В. О. Шевченко [та ін.] — К. : [б.в.], 1998. — 178 с.
- Крисаченко В. С. Динаміка населення: Популяційні, етнічні та глобальні виміри. — К. : Видавництво Національного інституту стратегічних досліджень, 2005. — 368 с. — ISBN 966-554-083-1.
- Любіцева О. О., Мезенцев К. В., Павлов С. В. Географія релігій. — К. : АртЕК, 1999. — 504 с. — ISBN 966-505-006-0.
- Масляк П. О. Країнознавство. — К. : Знання, 2007. — 292 с. — (Вища освіта XXI століття)
- Масляк П. О., Дахно І. І. Економічна і соціальна географія світу / П. О. Масляк, І. І. Дахно ; за ред. П. О. Масляка. — К. : Вежа, 2003. — 280 с. — ISBN 966-7091-53-8.

### Російською
- (рос.) Югославия // Демографический энциклопедический словарь / главн. ред. Валентей Д. И. — М. : Советская энциклопедия, 1985. — 608 с.
- (рос.) Югославия // Страны и народы. Зарубежная Европа. Восточная Европа / Редкол. : В. П. Максаковский (отв. ред.), Ю. В. Иванова и др. — М. : «Мысль», 1980. — 349 с. — (Страны и народы) — 180 тис. прим.
- (рос.) Атлас народов мира / Отв. ред. С. И. Брук и В. С. Апенченко. — М. : ГУГК ГГК СССР и Институт этнографии им. Н. Н. Миклухо-Маклая АН СССР, 1964. — 185 с. — 20 тис. прим.
- (рос.) Численность и расселение народов мира. Этнографические очерки / под ред. С. И. Брука. — М. : Издательство АН СССР, 1962. — 487 с.
- (рос.) Лаппо Г. М. География городов: Учебное пособие для географических факультетов вузов. — М. : Туманит, изд. центр ВЛАДОС, 1997. — 476 с. — ISBN 5-691-00047-0.
- (рос.) Урланис Б. Ц. Рост населения в Европе (опыт исчисления). — М. : ОГИЗ-Госполитиздат, 1941. — 436 с.
- (рос.) Ягельский А. География населения. — М. : Прогресс, 1980. — 383 с.